# Von Arthurs Geburt und wie er König ward
Von Arthurs Geburt und wie er König ward ist ein Fragment einer arthurianischen Erzählung aus der walisischen Mythologie.

## Herkunft
Das Werk ist in der Handschrift Llanstephan Ms. 201 aus dem 15. Jahrhundert überliefert und damit eine der jüngsten walisischen Erzählungen über König Arthur. Ein noch kürzeres Fragment ist in der Handschrift Llanstephan Ms. 4, fol. 505 zu finden, das aus dem 14. Jahrhundert stammt. Beide Texte stammen aus einem „Morte d'Arthur“, aber nicht aus dem bekannten Werk Sir Thomas Malorys, sondern einer Prosaerzählung aus dem Vulgata-Zyklus (etwa 1215 bis 1230), die von einem unbekannten Autor ins Kymrische übersetzt worden war. Quelle ist möglicherweise ein Merlin-Roman von Robert de Boron, der ebenfalls nur bruchstückhaft überliefert ist.

## Inhalt
König Uther Pendragon gibt nach seinem Sieg über Gwrleis dessen Tochter Gwyar seinem Gefolgsmann Lot von Orkney zur Frau und heiratet selbst Gwrleis' Gattin Eygyr. Aus der Verbindung von Gwyar und Lot stammen die Söhne Gwalchmei und Medrawt und die Töchter Gracia, Graeria und Dioneta. Gwyars Schwester, die ebenfalls Dioneta heißt, wird von Uther auf die Insel Afallach gebracht. Als Eygyr schwanger wird, beschließt er, das Kind von seinem Gefolgsmann Kynyr aufziehen zu lassen, da er fürchtet, es könnte von den Edlen seines Reiches nicht als legitim anerkannt werden. Kynyr nennt das Kind Arthur und lässt es zusammen mit seinem Sohn Kei aufwachsen, bis es 14 Jahre alt ist.
Nach Uthers Tod beraten die Edlen unter der Leitung des Erzbischofs Dyffric (Dubricius) über seine Nachfolge, können sich aber nicht einigen. Der zu Hilfe geholte Myrddin (Merlin) rät ihnen, bis zum Weihnachtstage um Erleuchtung zu beten. Am Weihnachtsabend, als alle in der Kirche versammelt sind, erscheint auf dem Klosterhof vor der Kirche ein marmorfarbener Steinquader mit einem Schwert darin. Der Stein trägt folgende Inschrift:
HOC GLADII SIGNUM MONSTRAT REGẼ DEO DIGNUM.
NULLUS TOLLAT ILLUM SIC NISI SIT PER DOMINUM.
Die Bedeutung der Verse ist diese: Jenes Schwert ist ein Zeichen des Königs, der würdig in den Augen Gottes ist. Keiner soll dieses Schwert herausziehen, außer mit der Hilfe Gottes.
Um den Streit, wer als erster das Schwert herausziehen dürfe, zu schlichten, bestimmt Dyffric 250 Edelleute und fordert sie auf, ihrem Alter nach einer nach dem anderen den Versuch zu machen. Nachdem es keiner geschafft hat, versuchen es alle übrigen Anwesenden ebenfalls, aber das Schwert bleibt im Stein stecken. Am nächsten Tag ist ein Turnier vorgesehen und Kei, der daran teilnimmt, da er schon zum Ritter geschlagen worden ist, zerbricht im Nahkampf sein Schwert nahe der Parierstange. Er schickt seinen jüngeren Ziehbruder Arthur, ein anderes aus der Herberge zu holen. Als dieser dorthin kommt, kann er nicht hinein, und als er über den Klosterhof zurück läuft, sieht er den Quader mit dem Schwert. Er beschließt, gleich dieses zu nehmen, zieht es mühelos aus dem Stein, verbirgt es unter seinem Waffenrock und bringt es Kei. 
Und sowie Kei das Schwert sah, erkannte er es, zeigte es seinem Vater und rief: „Ich bin König! Ich bin König! Ich habe das Schwert aus dem Stein gezogen!“
Kynyr kann ihn aber schnell der Lüge überführen und lässt Arthur das Schwert wieder in den Stein stecken. Dann versuchen neuerlich alle Edlen, es herauszuziehen, aber nur Arthur gelingt es wiederum. Nun klärt Kynyr Arthur über seine Herkunft auf und fordert ihn auf, wenn er König werde, seinem Ziehbruder Kei immer die Treue zu halten.
„So verlange ich von dir“, sprach Kynyr, „dass du Kei, meinen Sohn, zum Seneschall über dein ganzes Reich machst, und er diese Stellung nicht einbüße, was immer seine Rede sei, und welche Tat auch immer er tue, denn, wenn er niederen Sinnes ist, so liegt die Schuld nicht bei ihm, sondern bei dir, denn du wurdest gesäugt mit der Milch von den Brüsten seiner Mutter, er aber mit der Milch eines fremdländischen, niederen Weibes – um deinetwillen.“
Die Edlen beschließen, bis zur Osternacht zuzuwarten, ob sich nicht doch ein anderer findet, der das Schwert herausziehen kann, und versuchen unterdessen, Arthur auf vielerlei Art zu prüfen und in Versuchung zu führen, ob er würdig sei. Als er all ihren Listen widersteht und kein anderer das Schwert bewegen kann, ruft ihn Dyffric in der Osternacht zum König aus. Am Pfingstsamstag wird Arthur zum Ritter geschlagen und am Sonntag zum König gekrönt.
Und als die [Krönungs-]Messe zu Ende war, gingen sie, um nach dem Stein zu schauen, aber er ward fortan nicht mehr gesehen. […] Und jenes Schwert behielt Arthur, solange er lebte, und es ward Caledvwlch genannt. Und so endet diese Geschichte.